# Rajd Monte Carlo 1965

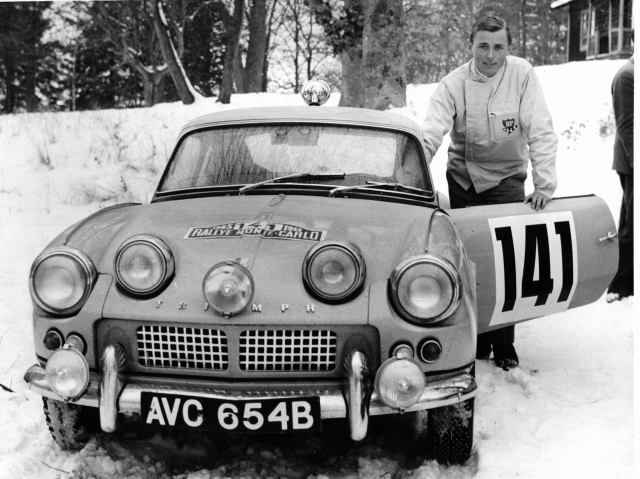
Fin Simo Lampinen podczas Rajdu Monte Carlo 1965 zajął 24 miejsce

Rajd Monte Carlo 1965 (34. Rallye Automobile de Monte-Carlo) – rajd samochodowy rozgrywany w Monaco od 16 do 25 stycznia  1965 roku. Była to pierwsza runda Rajdowych Mistrzostw Europy w roku 1965. Rajd został rozegrany na asfalcie i śniegu.

## Wyniki końcowe rajdu[1][2][3]
| Msc. | Kierowca         | Pilot              | Samochód                | Punkty |
| ---- | ---------------- | ------------------ | ----------------------- | ------ |
| 1.   | Timo Mäkinen     | Paul Easter        | BMC Mini Cooper S       | 5118   |
| 2.   | Eugen Böhringer  | Rolf Wütherich     | Porsche 904 Carrera GTS | 5613   |
| 3.   | Pat Moss         | Elisabeth Nyström  | Saab 96                 | 5871   |
| 4.   | Peter Jarper     | Jan Hall           | Sunbeam Tiger           | 6193   |
| 5.   | Herbert Linge    | Peter Halk         | Porsche 911             | 6655   |
| 6.   | Roger Clark      | Arnold Porter      | Rover 2000              | 6728   |
| 7.   | Robert Neyret    | Jacques Terramorsi | Citroën DS 19           | 6883   |
| 8.   | Bengt Soderstrom | So Svedberg        | Ford Cortina            | 6911   |
| 9.   | Henry Taylor     | Brian Melia        | Ford Cortina            | 6983   |
| 10.  | Hans Walter      | Werner Lier        | BMW 1800 Ti             | 7145   |
|      |                  |                    |                         |        |
| 17.  | Sobiesław Zasada | Kazimierz Osiński  | Steyr Puch 650 TR       |        |